# Olympische Winterspiele 1948/Teilnehmer (Tschechoslowakei)
| Gelbes Symbol für Goldmedaillen mit stilisierten Olympischen Ringen | Graues Symbol für Silbermedaillen mit stilisierten Olympischen Ringen | Braundes Symbol für Bronzemedaillen mit stilisierten Olympischen Ringen |
| ------------------------------------------------------------------- | --------------------------------------------------------------------- | ----------------------------------------------------------------------- |
| —                                                                   | 1                                                                     | —                                                                       |

Die Tschechoslowakei nahm an den V. Olympischen Winterspielen 1948 in St. Moritz mit einer Delegation von 47 Athleten, davon sechs Frauen, teil. Fahnenträger bei der Eröffnungsfeier war der Eishockeyspieler Vladimír Zábrodský.
| Männliche Teilnehmer aus der Tschechoslowakei | Männliche Teilnehmer aus der Tschechoslowakei | Männliche Teilnehmer aus der Tschechoslowakei | Männliche Teilnehmer aus der Tschechoslowakei | Männliche Teilnehmer aus der Tschechoslowakei |
| Sportart                                      | Sportler | Disziplin                                     | Platz                                         | Bemerkung                                     |
| --------------------------------------------- | --- | --------------------------------------------- | --------------------------------------------- | --------------------------------------------- |
| Bob                                           | Max Ippen František Zajíček Ivan Sipajlo Jiří Novotný | Viererbob                                     | 14                                            |                                               |
| Bob                                           | Max Ippen Jiří Novotný | Zweierbob                                     | 14                                            |                                               |
| Eishockey                                     | Vladimír Bouzek Gustav Bubník Jaroslav Drobný Přemysl Hainý Zdeněk Jarkovský Vladimir Kobranov Stanislav Konopásek Bohumil Modrý Miloslav Pokorný Václav Rozinák Miroslav Sláma Karel Stibor Vilibald Šťovík Ladislav Troják Josef Trousílek Oldrich Zábrodský Vladimír Zábrodský | –                                             | Silber                                        |                                               |
| Eiskunstlauf                                  | Vladislav Čáp | Herren                                        | 10                                            |                                               |
| Eiskunstlauf                                  | Zdeněk Fikar | Herren                                        | 13                                            |                                               |
| Eiskunstlauf                                  | Karel Vosátka | Paarlauf                                      | dnf                                           | zusammen mit Blažena Knittlová                |
| Eisschnelllauf                                | Vladimír Kolář | 500 m                                         | 26                                            |                                               |
| Eisschnelllauf                                | Vladimír Kolář | 1500 m                                        | 26                                            |                                               |
| Eisschnelllauf                                | Vladimír Kolář | 5000 m                                        | 22                                            |                                               |
| Eisschnelllauf                                | Vladimír Kolář | 10.000 m                                      | dq                                            |                                               |
| Ski Alpin                                     | Lubos Brchel | Abfahrt                                       | 27                                            |                                               |
| Ski Alpin                                     | Lubos Brchel | Kombination                                   | 14                                            |                                               |
| Ski Alpin                                     | Lubos Brchel | Slalom                                        | 9                                             |                                               |
| Ski Alpin                                     | Daniel Slachta | Abfahrt                                       | 46                                            |                                               |
| Ski Alpin                                     | Daniel Slachta | Kombination                                   | 33                                            |                                               |
| Ski Alpin                                     | Daniel Slachta | Slalom                                        | 33                                            |                                               |
| Ski Alpin                                     | Antonín Šponar | Abfahrt                                       | 17                                            |                                               |
| Ski Alpin                                     | Antonín Šponar | Kombination                                   | 9                                             |                                               |
| Ski Alpin                                     | Antonín Šponar | Slalom                                        | 22                                            |                                               |
| Ski Alpin                                     | Zdenek Parma | Slalom                                        | dq                                            |                                               |
| Ski Nordisch                                  | Štefan Kovalčík František Balvín Jaroslav Zajíček Jaroslav Cardal | 4 × 10 km Langlauf                            | 8                                             |                                               |
| Ski Nordisch                                  | František Balvín | 50-km-Langlauf                                | 11                                            |                                               |
| Ski Nordisch                                  | Miloslav Bělonožník | Spezialsprunglauf                             | 16                                            |                                               |
| Ski Nordisch                                  | Jaroslav Cardal | 18-km-Langlauf                                | 40                                            |                                               |
| Ski Nordisch                                  | Jaroslav Cardal | 50-km-Langlauf                                | 8                                             |                                               |
| Ski Nordisch                                  | Josef Císař | Spezialsprunglauf                             | 19                                            |                                               |
| Ski Nordisch                                  | Vít Fousek | 18-km-Langlauf                                | 58                                            |                                               |
| Ski Nordisch                                  | Vít Fousek | 50-km-Langlauf                                | dnf                                           |                                               |
| Ski Nordisch                                  | Jaroslav Kadavý | 18-km-Langlauf                                | 67                                            |                                               |
| Ski Nordisch                                  | Jaroslav Kadavý | Kombination                                   | 31                                            |                                               |
| Ski Nordisch                                  | Bohumil Kosour | 18-km-Langlauf                                | 58                                            |                                               |
| Ski Nordisch                                  | Bohumil Kosour | Kombination                                   | 32                                            |                                               |
| Ski Nordisch                                  | Štefan Kovalčík | 18-km-Langlauf                                | 63                                            |                                               |
| Ski Nordisch                                  | Jaroslav Lukeš | 18-km-Langlauf                                | 78                                            |                                               |
| Ski Nordisch                                  | Jaroslav Lukeš | Kombination                                   | 35                                            |                                               |
| Ski Nordisch                                  | Jaroslav Lukeš | Spezialsprunglauf                             | 21                                            |                                               |
| Ski Nordisch                                  | Zdeněk Remsa | Spezialsprunglauf                             | 20                                            |                                               |
| Ski Nordisch                                  | František Šimůnek | 18-km-Langlauf                                | 72                                            |                                               |
| Ski Nordisch                                  | František Šimůnek | Kombination                                   | 36                                            |                                               |
| Ski Nordisch                                  | Jaroslav Zajíček | 18-km-Langlauf                                | 60                                            |                                               |
| Ski Nordisch                                  | Jaroslav Zajíček | 50-km-Langlauf                                | 20                                            |                                               |

| Weibliche Teilnehmer aus der Tschechoslowakei | Weibliche Teilnehmer aus der Tschechoslowakei | Weibliche Teilnehmer aus der Tschechoslowakei | Weibliche Teilnehmer aus der Tschechoslowakei | Weibliche Teilnehmer aus der Tschechoslowakei |
| Sportart                                      | Sportler                                      | Disziplin                                     | Platz                                         | Bemerkung                                     |
| --------------------------------------------- | --------------------------------------------- | --------------------------------------------- | --------------------------------------------- | --------------------------------------------- |
| Eiskunstlauf                                  | Blažena Knittlová                             | Paarlauf                                      | dnf                                           | zusammen mit Karel Vosátka                    |
| Eiskunstlauf                                  | Dagmar Lerchová                               | Damen                                         | 13                                            |                                               |
| Eiskunstlauf                                  | Jiřina Nekolová                               | Damen                                         | 4                                             |                                               |
| Eiskunstlauf                                  | Alena Vrzáňová                                | Damen                                         | 5                                             |                                               |
| Ski Alpin                                     | Božena Moserová                               | Abfahrt                                       | 25                                            |                                               |
| Ski Alpin                                     | Božena Moserová                               | Slalom                                        | 18                                            |                                               |
| Ski Alpin                                     | Božena Moserová                               | Kombination                                   | 19                                            |                                               |
| Ski Alpin                                     | Alexandra Nekvapilová                         | Abfahrt                                       | 14                                            |                                               |
| Ski Alpin                                     | Alexandra Nekvapilová                         | Kombination                                   | 9                                             |                                               |
| Ski Alpin                                     | Alexandra Nekvapilová                         | Slalom                                        | 16                                            |                                               |